# فریدهلم فونکل
فریدهلم فونکل (آلمانی: Friedhelm Funkel؛ زادهٔ ۱۰ دسامبر ۱۹۵۳) بازیکن و مربی فوتبال اهل آلمان است.
از باشگاه‌هایی که در آن بازی کرده است می‌توان به باشگاه فوتبال کایزرسلاوترن اشاره کرد.